# بتول متدلية
بتول متدلية أو شجر القضبان أو بتول مستحية أو بتولا بیضاء (الاسم العلمي: Betula pendula) هو نوع نباتي يتبع جنس القضبان من الفصيلة القضبانية.

## الموئل والانتشار
موطنه المغرب العربي وكل أوروبا والقوقاز وشمال تركيا. النوع واسع الانتشار، وإن كان في أوروبا الجنوبية يوجد فقط على ارتفاعات أعلى. امتد نطاق انتشاره في جنوب غرب آسيا في منطقة جبلية في شمال تركيا والقوقاز.